# Plus jamais (chanson)
Pour les articles homonymes, voir Plus jamais.
Singles de Aya Nakamura
Doudou
(2020) Fly
(2021)
Clip vidéo
[vidéo] « Plus jamais », sur YouTube
Plus jamais est une chanson de la chanteuse franco-malienne Aya Nakamura parue sur son troisième album Aya. Elle est sortie le 18 décembre 2020 en tant que troisième single de l'album. Elle est écrite par Aya Nakamura et Stormzy, et produite par Heezy Lee, Black Yohda et Timo.
Le 28 décembre 2020, le morceau est certifié single d'or en France, par le SNEP .

## Performance live
Aya Nakamura interprète la chanson dans l'émission 20 h 30 le dimanche avec le couplet de Stormzy en français.

## Clip vidéo
En 2021, le clip de Plus jamais compte plus de 43,8 millions de vues sur YouTube,.

## Liste de titres
| 1. | Plus jamais (feat. Stormzy) | Aya Nakamura, Stormzy, Heezy Lee, Timo, Yohda | 2:55 |

## Classements et certifications

### Classements hebdomadaires
| Classement (2020)                        | Meilleure position |
| ---------------------------------------- | ------------------ |
| Belgique (Flandre Ultratip 100)          | 5                  |
| Belgique (Flandre Ultratop R&B/Hip-Hop)  | 14                 |
| Belgique (Wallonie Ultratop 50 Singles)  | 36                 |
| Belgique (Wallonie Ultratop R&B/Hip-Hop) | 8                  |
| France (SNEP)                            | 1                  |
| Global Excl. US (Billboard)              | 163                |
| Suisse (Schweizer Hitparade)             | 24                 |

### Certification
| Pays | Certification | Ventes certifiées            |
| --- | ------------- | ---------------------------- |
| France (SNEP)                                                                                             | Diamant       | 50 000 000‡[réf. nécessaire] |
| *Ventes selon la certification xNon précisé par la certification ‡ventes/streaming selon la certification |               |                              |

## Historique de sortie
| Pays/Région | Date             | Format                    | Label            | Réf.              |
| ----------- | ---------------- | ------------------------- | ---------------- | ----------------- |
| Divers      | 20 novembre 2020 | Téléchargement, streaming | Rec. 118, Warner | [réf. nécessaire] |